# Cristoforo Tolomei
Cristoforo Tolomei (Siena, ... – Sorano, settembre 1638) è stato un vescovo cattolico italiano.

## Biografia
Nato a Siena dalla nobile famiglia Tolomei, studiò la giurisprudenza in utroque iure e fu primicerio del duomo di Siena. Tenne la cura della parrocchia di San Cristoforo, che era giuspatronato della sua famiglia.
Il 16 marzo 1637 venne nominato vescovo di Sovana e fu consacrato vescovo il 19 aprile seguente nella basilica di San Lorenzo in Damaso dal cardinale Alessandro Bichi. Resse la diocesi fino al settembre 1638 ed effettuò un'unica visita pastorale. Morì a Sorano e fu sepolto nella chiesa collegiata di San Niccolò.

## Genealogia episcopale
La genealogia episcopale è:
- Cardinale Scipione Rebiba
- Cardinale Giulio Antonio Santori
- Cardinale Girolamo Bernerio, O.P.
- Arcivescovo Galeazzo Sanvitale
- Cardinale Ludovico Ludovisi
- Cardinale Luigi Caetani
- Cardinale Alessandro Bichi
- Vescovo Cristoforo Tolomei